# 코파 델 레이 2010-11
코파 델 레이 2010-11(스페인어: Copa del Rey de Fútbol 2010-11)은 스페인의 연간 축구 컵대회인 코파 델 레이의 107번째 시즌이다. 이 대회에 스페인 축구 리그에 소속된 총 83개의 구단이 참가했다. 이 시즌은 2010년 8월 21일에 시작되어 2011년 4월 20일에 발렌시아의 메스타야에서 열린 결승전으로 막을 내렸다. 레알 마드리드는 바르셀로나를 연장전 끝에 1-0으로 이기고 18년 만에 통산 18번째 우승을 거두었다. 전 시즌 우승을 거둔 세비야는 레알 마드리드와의 준결승전에서 패퇴하며 대회 2연패가 무산되었다.

## 일정
| 단계     | 날짜                 | 편성 쌍 수 | 구단 수 | 비고                            |
| -------- | -------------------- | ---------- | ------- | ------------------------------- |
| 1라운드  | 2010년 8월 21–25일   | 18         | 83 → 65 | 3부와 2부 B 리그 구단들이 합류. |
| 2라운드  | 2010년 9월 1일       | 22         | 65 → 43 | 2부 리그 구단들이 합류.         |
| 3라운드  | 2010년 9월 8일, 15일 | 11         | 43 → 32 |                                 |
| 32강전   | 2010년 10월 26–28일  | 16         | 32 → 16 | 1부 리그 구단들이 합류.         |
| 32강전   | 2010년 11월 9–11일   | 16         | 32 → 16 | 1부 리그 구단들이 합류.         |
| 16강     | 2010년 12월 21–22일  | 8          | 16 → 8  |                                 |
| 16강     | 2011년 1월 5–6일     | 8          | 16 → 8  |                                 |
| 8강전    | 2011년 1월 12–13일   | 4          | 8 → 4   |                                 |
| 8강전    | 2011년 1월 18–20일   | 4          | 8 → 4   |                                 |
| 준결승전 | 2011년 1월 26일      | 2          | 4 → 2   |                                 |
| 준결승전 | 2011년 2월 2일       | 2          | 4 → 2   |                                 |
| 결승전   | 2011년 4월 20일      | 1          | 2 → 1   |                                 |

## 참가 구단
다음 구단들이 2010-11 시즌 코파 델 레이에 참가했다:
라리가 2009-10의 20개 구단:
- 알메리아
- 아틀레틱 빌바오
- 아틀레티코 마드리드
- 바르셀로나
- 데포르티보
- 에스파뇰
- 헤타페
- 말라가
- 마요르카
- 오사수나
- 라싱 산탄데르
- 레알 마드리드
- 세비야
- 스포르팅 히혼
- 테네리페
- 발렌시아
- 바야돌리드
- 비야레알
- 헤레스
- 사라고사

세군다 디비시온 2009-10의 21개 구단 (비야레알 B은 비야레알의 2군임에 따라 제외):
- 알바세테
- 베티스
- 카디스
- 카르타헤나
- 카스테욘
- 셀타 비고
- 코르도바
- 엘체
- 짐나스틱
- 지로나
- 에르쿨레스
- 우에스카
- 라스 팔마스
- 레반테
- 무르시아
- 누만시아
- 라요 바예카노
- 레알 소시에다드
- 레알 우니온
- 레크레아티보
- 살라망카

세군다 디비시온 B 2009-10의 24개 구단. 4개조 상위 5개 구단(2군 제외)과 나머지 2군이 아닌 구단들 중 가장 많은 승점을 획득한 4개 구단이 선정되었다 (*):
- 폰페라디나
- 에이바르
- 팔렌시아
- 폰테베드라
- 알라베스
- 알코르콘
- 오비에도
- 과달라하라
- 우니베르시다드 라스 팔마스
- 레가네스
- 산트 안드레우
- 온티녠트
- 알코야노
- 데니아
- 베니도름
- 그라나다
- 멜리야
- 하엔
- 에히도
- 세우타
- 푸에르토야노*
- 오리우엘라*
- UD 로그로녜스*
- 루세나*

테르세라 디비시온 2009-10의 18개 구단. 이 대회에 참가하는 구단들은 18개조에서 각각 우승을 거둔 구단들(혹은 2군이 우승한 조에서 2군을 제외하고 가장 높은 순위를 기록한 구단들)이다:
- 세르세다
- 카우달 데포르티보
- 노하
- 포르투갈레테
- 로스피탈레트
- 간디아
- 팔라
- 부르고스
- 아틀레티코 만차 레알
- 알칼라
- 아틀레티코 발레아레스
- 코랄레호
- 후미야
- 바다호스
- 투델라노
- 오요네사
- 테루엘
- 라 로다

## 1라운드
1라운드 경기는 2010년 8월 21일, 22일, 24일, 그리고 25일에 진행되었다.
알코야노, 세르세다, 후미야, 루세나, 멜리야, 에히도, 그리고 하엔은 부전승으로 다음 라운드에 진출했다.
| 2010년 8월 21일 | 라 로다  | 1 – 2    | 알칼라                | 라 로다                                     |  |  |
| 21:00 CEST      | 추피 76′ | (리포트) | 풀리도 23′ · 피베 39′ | 경기장: 무니시팔 심판: 다비드 갈베스 라스콘 |  |  |
|                 |          |          |                       |                                             |  |  |

| 2010년 8월 22일 | 간디아           | 1 – 2    | 산트 안드레우                | 간디아                                                     |  |  |
| 19:30 CEST      | 아페스테기아 44′ | (리포트) | 류이스 블랑코 69′ · 호엘 76′ | 경기장: 기예르모 올라궤 심판: 프란시스코 비예나 콘트레라스 |  |  |
|                 |                  |          |                              |                                                            |  |  |

| 2010년 8월 24일 | 오요네사 | 0 – 3    | 투델라노                                               | 오욘-오이온                                            |  |  |
| 19:00 CEST      |          | (리포트) | 차스코 13′ (자책골) · 파체타 23′ (페널티) · 모레노 54′ | 경기장: 엘 에스피나르 심판: 산티아고 부에사 아바디아스 |  |  |
|                 |          |          |                                                        |                                                        |  |  |

| 2010년 8월 24일 | 로스피탈레트    | 2 – 1    | 데니아   | 로스피탈레트 데 료브레가트                                  |  |  |
| 19:30 CEST      | 엘로이 83′, 89′ | (리포트) | 페핀 19′ | 경기장: 라 페이차 랴르가 심판: 크리스티안 아드리안 리찬드루 |  |  |
|                 |                 |          |          |                                                             |  |  |

| 2010년 8월 24일 | 세우타                                                   | 4 – 1    | 아틀레티코 만차 레알 | 세우타                                                |  |  |
| 21:00 CEST      | 베로칼 16′ · 세구로 35′ · 다비드 토레스 44′ · 구스만 47′ | (리포트) | 네그로 68′           | 경기장: 알폰소 무루베 심판: 호세 앙헬 산토스 카바예로 |  |  |
|                 |                                                          |          |                      |                                                       |  |  |

| 2010년 8월 25일 | 포르투갈레테                              | 3 – 2    | 노하                    | 포르투갈레테                                      |  |  |
| 18:00 CEST      | 살세도 18′ · 하비 곤살레스 42′ · 비달 64′ | (리포트) | 카미노 15′ · 피스쿠 44′ | 경기장: 파사론 심판: 페르난도 카스티예호 알바레스 |  |  |
|                 |                                           |          |                         |                                                   |  |  |

| 2010년 8월 25일 | 우니베르시다드 라스 팔마스 | 1 – 0 (연) | 레가네스 | 라스 팔마스                                          |  |  |
| 18:30 CEST      | 앙헬 산체스 98′            | (리포트)   |          | 경기장: 페페 곤살베스 심판: 호르헤 피게로아 바스케스 |  |  |
|                 |                            |            |          |                                                      |  |  |

| 2010년 8월 25일 | 카우달 데포르티보                                         | 4 – 3 (연) | 팔렌시아                                     | 미에레스                                                     |  |  |
| 19:30 CEST      | 페비다 31′ · 하비 타피아 101′ · 카녜도 108′ · 호르헤 111′ | (리포트)   | 알레한드로 8′, 107′ (페널티) · 파울리노 116′ | 경기장: 에르마노스 안투냐 심판: 안데르 사라베이티아 아리에타 |  |  |
|                 |                                                           |            |                                              |                                                              |  |  |

| 2010년 8월 25일 | 레알 우니온  | 1 – 0    | 부르고스 | 이룬                                        |  |  |
| 19:30 CEST      | 루이스마 83′ | (리포트) |          | 경기장: 갈 심판: 이케르 베르하노 아리스테기 |  |  |
|                 |              |          |          |                                             |  |  |

| 2010년 8월 25일 | 폰테베드라 | 0 – 1    | 과달라하라 | 폰테베드라                                |  |  |
| 18:00 CEST      |            | (리포트) | 후안호 60′ | 경기장: 파사론 심판: 루벤 고메스 곤살레스 |  |  |
|                 |            |          |            |                                           |  |  |

| 2010년 8월 25일 | 알라베스 | 0 – 1    | UD 로그로녜스 | 비토리아-가스테이스                         |  |  |
| 20:30 CEST      |          | (리포트) | 세르베로 26′  | 경기장: 멘디소로차 심판: 페르난도 로만 로만 |  |  |
|                 |          |          |               |                                             |  |  |

| 2010년 8월 25일 | 오비에도    | 1 – 0 (연장전) | SD 에이바르 | 오비에도                                                   |  |  |
| 20:30 CEST      | 부스토 115′ | (리포트)       |             | 경기장: 카를로스 타르티에레 심판: 훌리안 가르시아 가르시아 |  |  |
|                 |             |                |             |                                                            |  |  |

| 2010년 8월 25일                     | 베니도름 | 0 – 0 (연) (3 – 5 승부차기)                      | 오리우엘라 | 베니도름                                                      |  |  |
| 20:30 CEST                          |          | (리포트)                                         |            | 경기장: 기예르모 아모르 심판: 프란시스코 호세 고메스 리아르테 |  |  |
|                                     |          | 승부차기                                         |            |                                                               |  |  |
| 야베 · 쿠비야스 · 바네가스 · 나바로 |          | 알바로 · 카르모나 · 비야누에바 · 카세스 · 로드리 |            |                                                               |  |  |
|                                     |          |                                                  |            |                                                               |  |  |

| 2010년 8월 25일 | 온티녠트 | 0 – 2    | 카스테욘                     | 온티녠트                                                          |  |  |
| 20:30 CEST      |          | (리포트) | 라울 무뇨스 22′ · 비센테 54′ | 경기장: 엘 클라리아노 심판: 프란시스코 알레한드로 나바로 푸엔테스 |  |  |
|                 |          |          |                              |                                                                   |  |  |

| 2010년 8월 25일                                               | 테루엘 | 0 – 0 (연) (5 – 4 승부차기)                               | 아틀레티코 발레아레스 | 테루엘                                          |  |  |
| 20:30 CEST                                                    |        | (리포트)                                                  |                       | 경기장: 피니야 심판: 안토니오 가르시아 카스티요 |  |  |
|                                                               |        | 승부차기                                                  |                       |                                                 |  |  |
| 엔리크 피 · 다비드 페레스 · 훌리 · 보르하 · 호셀루 · 아이마르 |        | 체카 · 아론 · 델 카스티요 · 에데트 · 오스카르 테나 · 코코 |                       |                                                 |  |  |
|                                                               |        |                                                           |                       |                                                 |  |  |

| 2010년 8월 25일 | 바다호스                                                 | 4 – 0    | 코랄레호 | 바다호스                                           |  |  |
| 21:00 CEST      | 루비 25′ · 후안 카를로스 36′ · 에타마네 65′ · 카호토 82′ | (리포트) |          | 경기장: 누에보 비베로 심판: 알론소 비수에테 산체스 |  |  |
|                 |                                                          |          |          |                                                    |  |  |

| 2010년 8월 25일              | 푸에르토야노 | 0 – 0 (연장전) (0 – 3 승부차기)   | 무르시아 | 푸에르토야노                                                       |  |  |
| 21:00 CEST                   |              | (리포트)                          |          | 경기장: 프란시스코 산체스 메노르 심판: 호세 루이스 무누에라 몬테로 |  |  |
|                              |              | 승부차기                          |          |                                                                    |  |  |
| 아지송 · 펠레그리나 · 아코란 |              | 키케 가르시아 · 루시아노 · 곤고라 |          |                                                                    |  |  |
|                              |              |                                   |          |                                                                    |  |  |

| 2010년 8월 25일 | 팔라            | 1 – 5    | 카디스                                           | 팔라                                               |  |  |
| 21:00 CEST      | 호세 산체스 47′ | (리포트) | 벨라스코 3′, 7′, 50′ · 디에기토 34′ · 엔리케 66′ | 경기장: 로스 프라도스 심판: 카를로스 모레노 이달고 |  |  |
|                 |                 |          |                                                  |                                                    |  |  |

## 2라운드
2라운드 경기는 2010년 9월 1일에 진행되었다.
오리우엘라는 부전승으로 다음 라운드에 진출했다.
| 2010년 9월 1일 | 투델라노 | 0 – 2    | 루세나                    | 투델라                                                      |  |  |
| 18:30 CEST     |          | (리포트) | 피네다 18′ · 오브레곤 34′ | 경기장: 호세 안토니오 엘롤라 심판: 오스카르 에레로 아레나스 |  |  |
|                |          |          |                           |                                                             |  |  |

| 2010년 9월 1일 | 카우달 데포르티보 | 0 – 1 (연) | 우니베르시다드 라스 팔마스 | 미에레스                                                 |  |  |
| 20:15 CEST     |                   | (리포트)   | 아리다네 119′              | 경기장: 에르마노스 안투나 심판: 알베르토 디아스 아리아스 |  |  |
|                |                   |            |                            |                                                          |  |  |

| 2010년 9월 1일 | 테루엘 | 0 – 1    | 레알 우니온  | 테루엘                                                 |  |  |
| 20:30 CEST     |        | (리포트) | 브리트 90+1′ | 경기장: 피니야 심판: 프란시스코 하비에르 마테오 발레로 |  |  |
|                |        |          |              |                                                        |  |  |

| 2010년 9월 1일                      | UD 로그로녜스 | 0 – 0 (연) (4 – 3 승부차기)                      | 세르세다 | 로그로뇨                                                |  |  |
| 20:30 CEST                          |               | (리포트)                                         |          | 경기장: 라스 가우나스 심판: 빅토르 마누엘 고메스 리오스 |  |  |
|                                     |               | 승부차기                                         |          |                                                         |  |  |
| 가스파르 · 보렐 · 세르베로 · 히바넬 |               | 카브레호 · 바레이로 · 베이가 · 프란케이라 · 차코 |          |                                                         |  |  |
|                                     |               |                                                  |          |                                                         |  |  |

| 2010년 9월 1일 | 알칼라       | 1 – 3 (연) | 산트 안드레우                  | 엘 비소 델 알코르                                                          |  |  |
| 20:30 CEST     | 무스타파 49′ | (리포트)   | 마타말라 7′ · 만테카 92′, 100′ | 경기장: 에스타디오 프란시스코 보노 심판: 후안 프란시스코 가르시아 카브레라 |  |  |
|                |              |            |                                |                                                                            |  |  |

| 2010년 9월 1일                                          | 오비에도                  | 2 – 2 (연) (4 – 5 승부차기)                        | 무르시아                         | 오비에도                                                      |  |  |
| 20:30 CEST                                              | 네그레도 42′ · 페로나 89′ | (리포트)                                           | 키케 26′ (페널티) · 아브라암 39′ | 경기장: 누에보 카를로스 타르티에레 심판: 마누엘 비달 아라우호 |  |  |
|                                                         |                           | 승부차기                                           |                                  |                                                               |  |  |
| 네그레도 · 부스토 · 디아스 · 페로나 · 호르헤 로드리게스 |                           | 알비올 · 로스케테 · 루시아노 · 공고라 · 우르사이스 |                                  |                                                               |  |  |
|                                                         |                           |                                                    |                                  |                                                               |  |  |

| 2010년 9월 1일 | 후미야 | 0 – 1 (연) | 멜리야   | 후미야                                     |  |  |
| 20:30 CEST     |        | (리포트)   | 초타 92′ | 경기장: 라 오야 심판: 엔리케 산치스 캄브라 |  |  |
|                |        |            |          |                                            |  |  |

| 2010년 9월 1일 | 바야돌리드                                                                 | 5 – 3    | 라스 팔마스                                               | 바야돌리드                                                               |  |  |
| 20:30 CEST     | 데 라 카예 28′ (페널티), 33′ · 나우세트 75′ · 알바로 안톤 80′ · 호프레 86′ | (리포트) | 라레나 40′ (페널티) · 비센테 고메스 81′ · 페드로 베가 87′ | 경기장: 에스타디오 호세 소리야 관중 수: 7,211 심판: 페드로 페레스 몬테로 |  |  |
|                |                                                                            |          |                                                           |                                                                          |  |  |

| 2010년 9월 1일 | 짐나스틱              | 1 – 2    | 헤레스                  | 타라고나                                         |  |  |
| 20:30 CEST     | 노리에가 63′ (페널티) | (리포트) | 안토니토 36′ · 롬반 39′ | 경기장: 노우 에스타디 심판: 페드로 수레다 쿠엥카 |  |  |
|                |                       |          |                         |                                                  |  |  |

| 2010년 9월 1일 | 카스테욘              | 2 – 3    | 포르투갈레테                         | 카스테욘 데 라 플라나                                |  |  |
| 21:00 CEST     | 롤로 23′ · 데니스 46′ | (리포트) | 곤드라 72′ · 피니야 75′ · 페레스 87′ | 경기장: 노우 카스탈리아 심판: 구스타보 레보요 로페스 |  |  |
|                |                       |          |                                      |                                                      |  |  |

| 2010년 9월 1일 | 바다호스                        | 2 – 0 (연) | 하엔 | 바다호스                                                 |  |  |
| 21:00 CEST     | 알로이시오 111′ · 오르티스 116′ | (리포트)   |      | 경기장: 누에보 비베로 심판: 다마소 아르세디아노 모네시요 |  |  |
|                |                                 |            |      |                                                          |  |  |

| 2010년 9월 1일 | 카디스                        | 3 – 1    | 로스피탈레트 | 카디스                                              |  |  |
| 21:00 CEST     | 부에노 8′ · 카바예로 51′, 65′ | (리포트) | 시리오 27′   | 경기장: 라몬 데 카란사 심판: 페르난도 로페스 아세라 |  |  |
|                |                               |          |              |                                                     |  |  |

| 2010년 9월 1일 | 세우타                      | 2 – 1    | 과달라하라        | 세우타                                          |  |  |
| 21:00 CEST     | 구스만 63′ · 오르마사발 76′ | (리포트) | 이반 모레노 90+1′ | 경기장: 알폰소 무루베 심판: 라몬 델 올모 코데스 |  |  |
|                |                             |          |                   |                                                 |  |  |

| 2010년 9월 1일 | 에히도   | 1 – 0    | 알코야노 | 엘 에히도                                             |  |  |
| 21:00 CEST     | 카라 30′ | (리포트) |          | 경기장: 산토 도밍고 심판: 알폰소 멜가레스 데 아길라르 |  |  |
|                |          |          |          |                                                       |  |  |

| 2010년 9월 1일 | 코르도바        | 1 – 0 (연) | 누만시아 | 코르도바                                                                       |  |  |
| 21:00 CEST     | 아르테아가 114′ | (리포트)   |          | 경기장: 누에보 아르캉헬 심판: 프란시스코 하비에르 온타나야 로페스-아스티예로스 |  |  |
|                |                 |            |          |                                                                                |  |  |

| 2010년 9월 1일 | 폰페라디나      | 1 – 0    | 레크레아티보 | 폰페라다                                     |  |  |
| 21:00 CEST     | 이반 페레스 10′ | (리포트) |              | 경기장: 엘 토랄린 심판: 훌리오 아모에도 차스 |  |  |
|                |                 |          |              |                                              |  |  |

| 2010년 9월 1일 | 베티스                    | 2 – 1    | 살라망카   | 세비야                                             |  |  |
| 21:00 CEST     | 베냐트 49′ · 카스트로 72′ | (리포트) | 페리코 40′ | 경기장: 베니토 비야마린 심판: 알폰소 피노 사모라노 |  |  |
|                |                           |          |            |                                                    |  |  |

| 2010년 9월 1일 | 알코르콘                            | 3 – 2 (연) | 셀타 비고                 | 알코르콘                                                  |  |  |
| 21:00 CEST     | 키니 44′ (페널티), 92′ · 보르하 89′ | (리포트)   | 아발로 12′ · 아스파스 52′ | 경기장: 산토 도밍고 심판: 다니엘 헤수스 트루히요 수아레스 |  |  |
|                |                                     |            |                           |                                                           |  |  |

| 2010년 9월 1일 | 엘체                                       | 4 – 1    | 테네리페 | 엘체                                                                     |  |  |
| 21:00 CEST     | 페레라 4′, 76′ · 와카소 11′ · 리나레스 73′ | (리포트) | 니노 23′ | 경기장: 마누엘 마르티네스 발레로 심판: 안토니오 이스라엘 마리스칼 산체스 |  |  |
|                |                                            |          |          |                                                                          |  |  |

| 2010년 9월 1일                          | 지로나          | 1 – 1 (연) (3 – 5 승부차기)                     | 우에스카              | 지로나                                          |  |  |
| 21:00 CEST                              | 데스포토비치 3′ | (리포트)                                        | 로베르토 51′ (페널티) | 경기장: 몬틸리비 심판: 후안 마르티네스 무누에라 |  |  |
|                                         |                 | 승부차기                                        |                       |                                                 |  |  |
| 체추 · 앙헬 · 데스포토비치 · 바우티스타 |                 | 카마초 · 갈란 · 나바스 · 빅토르 페레스 · 엘게라 |                       |                                                 |  |  |
|                                         |                 |                                                 |                       |                                                 |  |  |

| 2010년 9월 1일 | 알바세테 | 0 – 2    | 그라나다        | 알바세테                                           |  |  |
| 21:30 CEST     |          | (리포트) | 헤이호 40′, 43′ | 경기장: 카를로스 벨몬테 심판: 호르헤 발데스 아예르 |  |  |
|                |          |          |                 |                                                    |  |  |

| 2010년 9월 1일 | 카르타헤나 | 1 – 3    | 라요 바예카노                            | 카르타헤나                                      |  |  |
| 21:30 CEST     | 토체 38′   | (리포트) | 프로벤시오 58′ · 아간소 72′ · 트레호 88′ | 경기장: 카르타고노바 심판: 마리오 멜레로 로페스 |  |  |
|                |            |          |                                          |                                                 |  |  |

## 3라운드
3라운드 경기는 2010년 9월 8일과 15일에 진행되었다.
포르투갈레테는 부전승으로 다음 라운드에 진출했다.
| 2010년 9월 8일 | 바다호스 | 0 – 2    | 로그로녜스                          | 바다호스                                           |  |  |
| 20:00 CEST     |          | (리포트) | 세르베로 69′ (페널티), 81′ (페널티) | 경기장: 누에보 비베로 심판: 엔리케 오르티스 블랑코 |  |  |
|                |          |          |                                     |                                                    |  |  |

| 2010년 9월 8일 | 바야돌리드         | 1 – 0    | 우에스카 | 바야돌리드                                          |  |  |
| 20:00 CEST     | 알론소 8′ (페널티) | (리포트) |          | 경기장: 호세 소리야 심판: 호세 라몬 피녜로 크레스포 |  |  |
|                |                    |          |          |                                                     |  |  |

| 2010년 9월 8일 | 산트 안드레우 | 0 – 1    | 무르시아   | 바르셀로나                                         |  |  |
| 20:30 CEST     |               | (리포트) | 페드로 62′ | 경기장: 나르시스 살라 심판: 이반 곤살레스 곤살레스 |  |  |
|                |               |          |            |                                                    |  |  |

| 2010년 9월 8일                                                                                             | 멜리야                            | 2 – 2 (연) (6 – 7 승부차기)                                             | 세우타             | 멜리야                                                              |  |  |
| 20:45 CEST                                                                                                 | 다비드 바스케스 38′ · 라모스 101′ | (리포트)                                                                | 나바로 90+3′, 107′ | 경기장: 알바레스 클라로 관중 수: 1,000 심판: 도밍고 팔로미노 누녜스 |  |  |
| |                                   | 승부차기                                                                |                    |                                                                     |  |  |
| 라모스 · 다비드 바스케스 · 사모라노 · 카를로스 루이스 · 세르히오 로드리게스 · 카스텔스 · 마하난 · 아마리토 |                                   | 카냐스 · 세구로 · 나바로 · 만시야 · 구스만 · 바이고리 · 모레노 · 사모라 |                    |                                                                     |  |  |
| |                                   |                                                                         |                    |                                                                     |  |  |

| 2010년 9월 8일 | 루세나 | 0 – 1    | 우니베르시다드 라스 팔마스 | 루세나                                      |  |  |
| 21:00 CEST     |        | (리포트) | 아리다네 77′               | 경기장: 루세나 심판: 카를로스 로페스 로페스 |  |  |
|                |        |          |                            |                                             |  |  |

| 2010년 9월 8일 | 레알 우니온     | 1 – 0 (연) | 오리우엘라 | 이룬                                     |  |  |
| 21:00 CEST     | 카스테야노 115′ | (리포트)   |            | 경기장: 갈 심판: 훌리오 페르민 레오 오요 |  |  |
|                |                 |            |            |                                          |  |  |

| 2010년 9월 8일                               | 그라나다                   | 2 – 2 (연) (4 – 5 승부차기)                | 베티스                    | 그라나다                                                |  |  |
| 21:00 CEST                                   | 베니테스 38′ (페널티), 46′ | (리포트)                                   | 에마나 62′ · 카스트로 73′ | 경기장: 로스 카르메네스 심판: 호세 루이스 레스마 로페스 |  |  |
|                                              |                            | 승부차기                                   |                           |                                                         |  |  |
| 페레스 · 루세나 · 바랑코스 · 헤이호 · 무리엘 |                            | 카파 · 세비야 · 카스트로 · 에마나 · 도라도 |                           |                                                         |  |  |
|                                              |                            |                                            |                           |                                                         |  |  |

| 2010년 9월 8일 | 엘체       | 1 – 2    | 헤레스                      | 엘체                                                                 |  |  |
| 21:15 CEST     | 페레라 87′ | (리포트) | 코르데로 66′ · 베르메호 70′ | 경기장: 마누엘 마르티네스 발레로 심판: 안드레스 마누엘 세바요스 실바 |  |  |
|                |            |          |                             |                                                                      |  |  |

| 2010년 9월 8일 | 에히도     | 1 – 0    | 카디스 | 엘 에히도                                                     |  |  |
| 21:30 CEST     | 카초로 89′ | (리포트) |        | 경기장: 산토 도밍고 심판: 디에고 세바스티안 로페스 마르티네스 |  |  |
|                |            |          |        |                                                               |  |  |

| 2010년 9월 8일 | 코르도바                | 2 – 1 (연) | 라요 바예카노 | 코르도바                                             |  |  |
| 22:00 CEST     | 하비 21′ · 아길라르 92′ | (리포트)   | 코케 51′      | 경기장: 누에보 아르캉헬 심판: 산티아고 하이메 라트레 |  |  |
|                |                         |            |               |                                                      |  |  |

| 2010년 9월 15일                              | 알코르콘   | 1 – 1 (연) (3 – 1 승부차기) | 폰페라디나 | 알코르콘                                   |  |  |
| 21:00 CEST                                   | 보르하 61′ | (리포트)                    | 유리 83′   | 경기장: 산토 도밍고 심판: 헤수스 힐 만사노 |  |  |
|                                              |            | 승부차기                    |            |                                            |  |  |
| 키니 · 알베르디 · 모라 · 카를로스 마르티네스 |            | 살라스 · 레돈도 · 마요르    |            |                                            |  |  |
|                                              |            |                             |            |                                            |  |  |

## 본선

### 추첨
32강전 추첨은 2010년 9월 22일 13시(CET)에 마드리드 라스 로사스의 축구 도시에서 진행되었다.
1포트(2부 B와 3부 리그 구단들)의 4개 구단은 2포트의 4개 구단과 대진표가 짜였는데, 1포트의 안방에서 1차전이 진행되었다. 나머지 1포트 3개 구단은 3포트 구단들과의 맞대결이 성사되었다. 특수 1포트(2부 구단들)의 구단들은 특수 2포트의 5개 구단들과 짝이 맺어졌고, 1차전은 특수 1포트의 안방에서 치러졌다. 나머지 특수 2포트의 구단들은 서로 맞대결을 벌였다.
| 1포트                                                                                 | 2포트 (챔피언스리그)                                    | 3포트 (유로파리그)                  | 특수 1포트 (세군다 디비시온)               | 특수 2포트 |
| ------------------------------------------------------------------------------------- | ------------------------------------------------------- | ----------------------------------- | ------------------------------------------ | --- |
| 포르투갈레테 레알 우니온 에히도 무르시아 우니베르시다드 라스 팔마스 로그로녜스 세우타 | 세비야 (전 시즌 우승) 바르셀로나 레알 마드리드 발렌시아 | 아틀레티코 마드리드 헤타페 비야레알 | 베티스 바야돌리드 코르도바 헤레스 알코르콘 | 아틀레틱 빌바오 에스파뇰 오사수나 레알 소시에다드 스포르팅 히혼 마요르카 에르쿨레스 데포르티보 말라가 라싱 산탄데르 알메리아 사라고사 레반테 |

### 32강 대진표
| 32강전 2010년 10월 26-28일 2010년 11월 9-11일 | 32강전 2010년 10월 26-28일 2010년 11월 9-11일 | 32강전 2010년 10월 26-28일 2010년 11월 9-11일 | 32강전 2010년 10월 26-28일 2010년 11월 9-11일 |  |                 | 16강전 2010년 12월 21-22일 2011년 1월 5-6일 | 16강전 2010년 12월 21-22일 2011년 1월 5-6일 | 16강전 2010년 12월 21-22일 2011년 1월 5-6일 | 16강전 2010년 12월 21-22일 2011년 1월 5-6일 |  |  | 8강전 2011년 1월 12-13일 2011년 1월 18-20일 | 8강전 2011년 1월 12-13일 2011년 1월 18-20일 | 8강전 2011년 1월 12-13일 2011년 1월 18-20일 | 8강전 2011년 1월 12-13일 2011년 1월 18-20일 |  |  | 준결승전 2011년 1월 26일 2011년 2월 2일 | 준결승전 2011년 1월 26일 2011년 2월 2일 | 준결승전 2011년 1월 26일 2011년 2월 2일 | 준결승전 2011년 1월 26일 2011년 2월 2일 |  |  | 결승전 2011년 4월 20일 | 결승전 2011년 4월 20일 |
|                                               |                                               |                                               |                                               |  |                 |                                             |                                             |                                             |                                             |  |  |                                             |                                             |                                             |                                             |  |  |                                         |                                         |                                         |                                         |  |  |                        |                        |
| 로그로녜스                                    | 0                                             | 1                                             | 1                                             |  |                 |                                             |                                             |                                             |                                             |  |  |                                             |                                             |                                             |                                             |  |  |                                         |                                         |                                         |                                         |  |  |                        |                        |
| 발렌시아                                      | 3                                             | 4                                             | 7                                             |  |                 | 발렌시아                                    | 0                                           | 2                                           | 2                                           |  |  |                                             |                                             |                                             |                                             |  |  |                                         |                                         |                                         |                                         |  |  |                        |                        |
| 에히도                                        | 1                                             | 0                                             | 1                                             |  | 비야레알        | 0                                           | 4                                           | 4                                           |                                             |  |  |                                             |                                             |                                             |                                             |  |  |                                         |                                         |                                         |                                         |  |  |                        |                        |
| 비야레알                                      | 1                                             | 2                                             | 3                                             |  |                 |                                             |                                             |                                             |                                             |  |  | 비야레알                                    | 3                                           | 0                                           | 3                                           |  |  |                                         |                                         |                                         |                                         |  |  |                        |                        |
| 레알 우니온                                   | 0                                             | 1                                             | 1                                             |  |                 |                                             |                                             |                                             |                                             |  |  | 세비야                                      | 3                                           | 3                                           | 6                                           |  |  |                                         |                                         |                                         |                                         |  |  |                        |                        |
| 세비야                                        | 4                                             | 6                                             | 10                                            |  |                 | 세비야                                      | 5                                           | 3                                           | 8                                           |  |  |                                             |                                             |                                             |                                             |  |  |                                         |                                         |                                         |                                         |  |  |                        |                        |
| 에르쿨레스                                    | 0                                             | 2                                             | 2                                             |  | 말라가          | 3                                           | 0                                           | 3                                           |                                             |  |  |                                             |                                             |                                             |                                             |  |  |                                         |                                         |                                         |                                         |  |  |                        |                        |
| 말라가                                        | 0                                             | 3                                             | 3                                             |  |                 |                                             |                                             |                                             |                                             |  |  |                                             |                                             |                                             |                                             |  |  | 세비야                                  | 0                                       | 0                                       | 0                                       |  |  |                        |                        |
| 무르시아                                      | 0                                             | 1                                             | 1                                             |  |                 |                                             |                                             |                                             |                                             |  |  |                                             |                                             |                                             |                                             |  |  | 레알 마드리드                           | 1                                       | 2                                       | 3                                       |  |  |                        |                        |
| 레알 마드리드                                 | 0                                             | 5                                             | 5                                             |  |                 | 레알 마드리드                               | 8                                           | 0                                           | 8                                           |  |  |                                             |                                             |                                             |                                             |  |  |                                         |                                         |                                         |                                         |  |  |                        |                        |
| 헤레스                                        | 2                                             | 2                                             | 4                                             |  | 레반테          | 0                                           | 2                                           | 2                                           |                                             |  |  |                                             |                                             |                                             |                                             |  |  |                                         |                                         |                                         |                                         |  |  |                        |                        |
| 레반테 (원)                                   | 3                                             | 1                                             | 4                                             |  |                 |                                             |                                             |                                             |                                             |  |  | 레알 마드리드                               | 3                                           | 1                                           | 4                                           |  |  |                                         |                                         |                                         |                                         |  |  |                        |                        |
| 우니베르시다드 라스 팔마스                    | 0                                             | 1                                             | 1                                             |  |                 |                                             |                                             |                                             |                                             |  |  | 아틀레티코 마드리드                         | 1                                           | 0                                           | 1                                           |  |  |                                         |                                         |                                         |                                         |  |  |                        |                        |
| 아틀레티코 마드리드                           | 5                                             | 1                                             | 6                                             |  |                 | 아틀레티코 마드리드                         | 1                                           | 1                                           | 2                                           |  |  |                                             |                                             |                                             |                                             |  |  |                                         |                                         |                                         |                                         |  |  |                        |                        |
| 바야돌리드                                    | 0                                             | 1                                             | 1                                             |  | 에스파뇰        | 0                                           | 1                                           | 1                                           |                                             |  |  |                                             |                                             |                                             |                                             |  |  |                                         |                                         |                                         |                                         |  |  |                        |                        |
| 에스파뇰                                      | 2                                             | 1                                             | 3                                             |  |                 |                                             |                                             |                                             |                                             |  |  |                                             |                                             |                                             |                                             |  |  |                                         |                                         |                                         |                                         |  |  | 레알 마드리드 (연)     | 1                      |
| 세우타                                        | 0                                             | 1                                             | 1                                             |  |                 |                                             |                                             |                                             |                                             |  |  |                                             |                                             |                                             |                                             |  |  |                                         |                                         |                                         |                                         |  |  | 바르셀로나             | 0                      |
| 바르셀로나                                    | 2                                             | 5                                             | 7                                             |  |                 | 바르셀로나 (원)                             | 0                                           | 1                                           | 1                                           |  |  |                                             |                                             |                                             |                                             |  |  |                                         |                                         |                                         |                                         |  |  |                        |                        |
| 알코르콘                                      | 0                                             | 0                                             | 0                                             |  | 아틀레틱 빌바오 | 0                                           | 1                                           | 1                                           |                                             |  |  |                                             |                                             |                                             |                                             |  |  |                                         |                                         |                                         |                                         |  |  |                        |                        |
| 아틀레틱 빌바오                               | 1                                             | 2                                             | 3                                             |  |                 |                                             |                                             |                                             |                                             |  |  | 바르셀로나                                  | 5                                           | 1                                           | 6                                           |  |  |                                         |                                         |                                         |                                         |  |  |                        |                        |
| 베티스 (원)                                   | 0                                             | 2                                             | 2                                             |  |                 |                                             |                                             |                                             |                                             |  |  | 베티스                                      | 0                                           | 3                                           | 3                                           |  |  |                                         |                                         |                                         |                                         |  |  |                        |                        |
| 사라고사                                      | 1                                             | 1                                             | 2                                             |  |                 | 베티스                                      | 1                                           | 3                                           | 4                                           |  |  |                                             |                                             |                                             |                                             |  |  |                                         |                                         |                                         |                                         |  |  |                        |                        |
| 포르투갈레테                                  | 1                                             | 0                                             | 1                                             |  | 헤타페          | 2                                           | 1                                           | 3                                           |                                             |  |  |                                             |                                             |                                             |                                             |  |  |                                         |                                         |                                         |                                         |  |  |                        |                        |
| 헤타페 (원)                                   | 1                                             | 0                                             | 1                                             |  |                 |                                             |                                             |                                             |                                             |  |  |                                             |                                             |                                             |                                             |  |  | 바르셀로나                              | 5                                       | 3                                       | 8                                       |  |  |                        |                        |
| 레알 소시에다드                               | 2                                             | 1                                             | 3                                             |  |                 |                                             |                                             |                                             |                                             |  |  |                                             |                                             |                                             |                                             |  |  | 알메리아                                | 0                                       | 0                                       | 0                                       |  |  |                        |                        |
| 알메리아                                      | 3                                             | 2                                             | 5                                             |  |                 | 알메리아                                    | 4                                           | 4                                           | 8                                           |  |  |                                             |                                             |                                             |                                             |  |  |                                         |                                         |                                         |                                         |  |  |                        |                        |
| 마요르카                                      | 3                                             | 2                                             | 5                                             |  | 마요르카        | 3                                           | 3                                           | 6                                           |                                             |  |  |                                             |                                             |                                             |                                             |  |  |                                         |                                         |                                         |                                         |  |  |                        |                        |
| 스포르팅 히혼                                 | 1                                             | 2                                             | 3                                             |  |                 |                                             |                                             |                                             |                                             |  |  | 알메리아                                    | 1                                           | 3                                           | 4                                           |  |  |                                         |                                         |                                         |                                         |  |  |                        |                        |
| 코르도바 (연)                                 | 2                                             | 1                                             | 3                                             |  |                 |                                             |                                             |                                             |                                             |  |  | 데포르티보                                  | 0                                           | 2                                           | 2                                           |  |  |                                         |                                         |                                         |                                         |  |  |                        |                        |
| 라싱 산탄데르                                 | 0                                             | 3                                             | 3                                             |  |                 | 코르도바                                    | 1                                           | 1                                           | 2                                           |  |  |                                             |                                             |                                             |                                             |  |  |                                         |                                         |                                         |                                         |  |  |                        |                        |
| 오사수나                                      | 1                                             | 1                                             | 2                                             |  | 데포르티보 (연) | 1                                           | 3                                           | 4                                           |                                             |  |  |                                             |                                             |                                             |                                             |  |  |                                         |                                         |                                         |                                         |  |  |                        |                        |
| 데포르티보                                    | 1                                             | 2                                             | 3                                             |  |                 |                                             |                                             |                                             |                                             |  |  |                                             |                                             |                                             |                                             |  |  |                                         |                                         |                                         |                                         |  |  |                        |                        |

## 32강전
1차전은 2010년 10월 26일부터 28일까지, 2차전은 11월 9일부터 11일까지 진행되었다.
| 팀 1                       | 합계             | 팀 2                | 1차전 | 2차전 |
| -------------------------- | ---------------- | ------------------- | ----- | ----- |
| 무르시아                   | 1−5              | 레알 마드리드       | 0−0   | 1−5   |
| 레알 우니온                | 1−10             | 세비야              | 0−4   | 1−6   |
| UD 로그로녜스              | 1−7              | 발렌시아            | 0−3   | 1−4   |
| 세우타                     | 1−7              | 바르셀로나          | 0−2   | 1−5   |
| 에히도                     | 1−3              | 비야레알            | 1−1   | 0−2   |
| 우니베르시다드 라스 팔마스 | 1−6              | 아틀레티코 마드리드 | 0−5   | 1−1   |
| 포르투갈레테               | 1−1 ( (원))      | 헤타페              | 1−1   | 0−0   |
| 바야돌리드                 | 1−3              | 에스파뇰            | 0−2   | 1−1   |
| 베티스                     | 2−2 ( (원))      | 사라고사            | 0−1   | 2−1   |
| 헤레스                     | 4−4 ( (원))      | 레반테              | 2−3   | 2−1   |
| 코르도바                   | 3−3 (연) ( (원)) | 라싱 산탄데르       | 2−0   | 1−3   |
| 알코르콘                   | 0−3              | 아틀레틱 빌바오     | 0−1   | 0−2   |
| 오사수나                   | 2−3              | 데포르티보          | 1−1   | 1−2   |
| 레알 소시에다드            | 3−5              | 알메리아            | 2−3   | 1−2   |
| 마요르카                   | 5−3              | 스포르팅 히혼       | 3−1   | 2−2   |
| 에르쿨레스                 | 2−3              | 말라가              | 0−0   | 2−3   |

### 1차전
| 2010년 10월 26일 | 무르시아 | 0 − 0    | 레알 마드리드 | 무르시아                                                              |  |  |
| 20:00 CEST       |          | (리포트) |               | 경기장: 누에바 콘도미나 관중 수: 20,674 심판: 미겔 앙헬 아이사 가메스 |  |  |
|                  |          |          |               |                                                                       |  |  |

| 2010년 10월 26일 | 세우타 | 0 − 2    | 바르셀로나                | 세우타                                                              |  |  |
| 22:00 CEST       |        | (리포트) | 마스웨우 15′ · 페드로 25′ | 경기장: 알폰소 무루베 관중 수: 6,000 심판: 라파엘 라미레스 도밍게스 |  |  |
|                  |        |          |                           |                                                                     |  |  |

| 2010년 10월 27일 | 레알 우니온 | 0 − 4    | 세비야                                               | 이룬                                                         |  |  |
| 20:00 CEST       |             | (리포트) | 네그레도 44′, 68′ · 알파로 87′ · 호세 카를로스 90+2′ | 경기장: 갈 관중 수: 4,500 심판: 알폰소 알바레스 이스키에르도 |  |  |
|                  |             |          |                                                      |                                                              |  |  |

| 2010년 10월 27일 | 로그로녜스 | 0 − 3    | 발렌시아                       | 로그로뇨                                                            |  |  |
| 20:00 CEST       |            | (리포트) | 아두리스 55′, 59′ · 비센테 79′ | 경기장: 라스 가우나스 관중 수: 8,000 심판: 알베르토 운디아노 마옝코 |  |  |
|                  |            |          |                                |                                                                     |  |  |

| 2010년 10월 27일 | 에히도     | 1 − 1    | 비야레알     | 엘 에히도                                                           |  |  |
| 21:00 CEST       | 모레노 89′ | (리포트) | 앨티도어 44′ | 경기장: 산토 도밍고 관중 수: 3,500 심판: 카를로스 벨라스코 카르바요 |  |  |
|                  |            |          |              |                                                                     |  |  |

| 2010년 10월 27일 | 포르투갈레테 | 1 − 1    | 헤타페        | 포르투갈레테                                                                 |  |  |
| 21:00 CEST       | 베르가라 52′ | (리포트) | 사르디네로 6′ | 경기장: 라 플로리다 관중 수: 4,000 심판: 호세 안토니오 테이세이라 비티에네스 |  |  |
|                  |              |          |               |                                                                              |  |  |

| 2010년 10월 27일 | 바야돌리드 | 0 − 2    | 에스파뇰        | 바야돌리드                                                              |  |  |
| 21:00 CEST       |            | (리포트) | 알바로 38′, 54′ | 경기장: 호세 소리야 관중 수: 7,900 심판: 페르난도 테이세이라 비티에네스 |  |  |
|                  |            |          |                 |                                                                         |  |  |

| 2010년 10월 27일 | 헤레스                       | 2 − 3    | 레반테                           | 헤레스 데 라 프론테라                                      |  |  |
| 21:00 CEST       | 호세 마리 32′ · 베르메호 69′ | (리포트) | 스투아니 59′, 81′ · 로부스테 88′ | 경기장: 차핀 관중 수: 4,029 심판: 안토니오 루비노스 페레스 |  |  |
|                  |                              |          |                                  |                                                            |  |  |

| 2010년 10월 27일 | 코르도바                          | 2 − 0    | 라싱 산탄데르 | 코르도바                                                                   |  |  |
| 21:00 CEST       | 리에라 25′ · 디아스 데 세리오 75′ | (리포트) |               | 경기장: 누에보 아르캉헬 관중 수: 5,000 심판: 호세 루이스 곤살레스 곤살레스 |  |  |
|                  |                                   |          |               |                                                                            |  |  |

| 2010년 10월 27일 | 에르쿨레스 | 0 − 0    | 말라가 | 알리칸테                                                                  |  |  |
| 21:00 CEST       |            | (리포트) |        | 경기장: 호세 리코 페레스 관중 수: 10,000 심판: 하비에르 투리엔소 알바레스 |  |  |
|                  |            |          |        |                                                                           |  |  |

| 2010년 10월 27일 | 마요르카                     | 3 − 1    | 스포르팅 히혼 | 팔마 데 마요르카                                                   |  |  |
| 21:00 CEST       | 카베나기 11′, 33′ · 루벤 89′ | (리포트) | 바랄 59′      | 경기장: 이베로스타르 관중 수: 9,774 심판: 카를로스 델가도 페레이로 |  |  |
|                  |                              |          |               |                                                                    |  |  |

| 2010년 10월 27일           | 우니베르시다드 라스 팔마스 | 0 − 5    | 아틀레티코 마드리드                                  | 라스 팔마스 데 그란 카나리아                                            |  |  |
| 22:00 CEST 21:00 현지 시각 |                            | (리포트) | 고딘 23′ · 아궤로 41′, 52′ · 코스타 48′ · 메리다 83′ | 경기장: 그란 카나리아 관중 수: 13,161 심판: 호세 루이스 파라다스 로메로 |  |  |
|                            |                            |          |                                                      |                                                                         |  |  |

| 2010년 10월 27일 | 베티스 | 0 − 1    | 사라고사          | 세비야                                                                       |  |  |
| 22:00 CEST       |        | (리포트) | 가비 61′ (페널티) | 경기장: 베니토 비야마린 관중 수: 15,000 심판: 하비에르 에스트라다 페르난데스 |  |  |
|                  |        |          |                   |                                                                              |  |  |

| 2010년 10월 28일 | 알코르콘 | 0 − 1    | 아틀레틱 빌바오 | 알코르콘                                                                    |  |  |
| 20:00 CEST       |          | (리포트) | 구르페기 54′    | 경기장: 산토 도밍고 관중 수: 4,500 심판: 이그나시오 이글레시아스 비야누에바 |  |  |
|                  |          |          |                 |                                                                             |  |  |

| 2010년 10월 28일 | 오사수나     | 1 − 1    | 데포르티보 | 팜플로나                                                              |  |  |
| 21:00 CEST       | 후안프란 67′ | (리포트) | 사울 70′   | 경기장: 레이노 데 나바라 관중 수: 11,286 심판: 카를로스 클로스 고메스 |  |  |
|                  |              |          |            |                                                                       |  |  |

| 2010년 10월 28일 | 레알 소시에다드            | 2 − 3    | 알메리아                                | 산 세바스티안                                                   |  |  |
| 22:00 CEST       | 사르퐁 6′ · 엘루스톤도 31′ | (리포트) | 안소테기 66′ (자책골) · 우요아 71′, 87′ | 경기장: 아노에타 관중 수: 15,000 심판: 세사르 무니스 페르난데스 |  |  |
|                  |                            |          |                                         |                                                                 |  |  |

### 2차전
| 2010년 11월 9일 | 라싱 산탄데르                               | 3 − 1 (연) (합계 3 − 3 (원) | 코르도바           | 산탄데르                                                            |  |  |
| 20:00 CET       | 볼라도 26′ · 바키르지올뤼 71′ · 베디아 102′ | (리포트)                    | 루케 118′ (페널티) | 경기장: 엘 사르디네로 관중 수: 6,293 심판: 카를로스 델가도 페레이로 |  |  |
|                 |                                             |                             |                    |                                                                     |  |  |

| 2010년 11월 9일 | 에스파뇰     | 1 − 1 (합계 3 − 1) | 바야돌리드          | 코르넬랴 데 료브레가트                                                           |  |  |
| 22:00 CET       | 오스발도 67′ | (리포트)           | 바라간 76′ (페널티) | 경기장: 코르넬랴-엘 프라트 신구장 관중 수: 10,120 심판: 세사르 무니스 페르난데스 |  |  |
|                 |              |                    |                     |                                                                                  |  |  |

| 2010년 11월 10일 | 레알 마드리드                                                            | 5 − 1 (합계 5 − 1) | 무르시아            | 마드리드 |  |  |
| 20:00 CET        | 그라네로 3′ · 이과인 44′ · 호날두 74′ · 벤제마 84′ (페널티) · 알론소 88′ | (리포트)           | 페드로 81′ (페널티) | 경기장: 산티아고 베르나베우\|에스타디오 산티아고 베르나베우\|산티아고 베르나베우 관중 수: 75,000 심판: 호세 루이스 파라다스 로메로 |  |  |
|                  |                                                                          |                    |                     | |  |  |

| 2010년 11월 10일 | 사라고사     | 1 − 2 (합계 2 − 2 (원) | 베티스                             | 사라고사                                                               |  |  |
| 20:00 CET        | 야로시크 14′ | (리포트)               | 콘티니 11′ (자책골) · 카스트로 38′ | 경기장: 라 로마레다 관중 수: 11,000 심판: 에두아르도 이투랄데 곤살레스 |  |  |
|                  |              |                        |                                    |                                                                        |  |  |

| 2010년 11월 10일 | 세비야                                                                                              | 6 − 1 (합계 10 − 1) | 레알 우니온 | 세비야                                                                |  |  |
| 21:00 CET        | 알파로 15′ (페널티) · 로드리 27′ · 베르나르도 41′ · 치가리니 57′ · 호세 카를로스 73′ · 아코스타 85′ | (리포트)            | 로모 12′    | 경기장: 산체스 피스후안 관중 수: 10,000 심판: 미겔 앙헬 아이사 가메스 |  |  |
|                  | |                     |             |                                                                       |  |  |

| 2010년 11월 10일 | 비야레알                  | 2 − 0 (합계 3 − 1) | 에히도 | 비야레알                                                             |  |  |
| 21:00 CET        | 몬테로 17′ · 앨티도어 90′ | (리포트)           |        | 경기장: 엘 마드리갈 관중 수: 10,000 심판: 하비에르 투리엔소 알바레스 |  |  |
|                  |                           |                    |        |                                                                      |  |  |

| 2010년 11월 10일 | 아틀레티코 마드리드 | 1 − 1 (합계 6 − 1) | 우니베르시다드 라스 팔마스 | 마드리드                                                                       |  |  |
| 21:00 CET        | 메리다 72′          | (리포트)           | 아리다네 18′               | 경기장: 비센테 칼데론 관중 수: 5,000 심판: 호세 안토니오 테이세이라 비티에네스 |  |  |
|                  |                     |                    |                            |                                                                                |  |  |

| 2010년 11월 10일 | 레반테       | 1 − 2 (합계 4 (원) − 4) | 헤레스                     | 발렌시아                                                                       |  |  |
| 21:00 CET        | 카이세도 44′ | (리포트)                | 안토니토 25′ (페널티), 57′ | 경기장: 발렌시아 시립 경기장 관중 수: 5,000 심판: 알폰소 알바레스 이스키에르도 |  |  |
|                  |              |                         |                            |                                                                                |  |  |

| 2010년 11월 10일 | 데포르티보            | 2 − 1 (합계 3 − 2) | 오사수나   | 라 코루냐                                                         |  |  |
| 21:00 CET        | 리키 53′ · 라사드 63′ | (리포트)           | 레키치 61′ | 경기장: 리아소르 관중 수: 12,000 심판: 다비드 페르난데스 보르발란 |  |  |
|                  |                       |                    |            |                                                                   |  |  |

| 2010년 11월 10일 | 알메리아                | 2 − 1 (합계 5 − 3) | 레알 소시에다드 | 알메리아                                                               |  |  |
| 21:00 CET        | 고이톰 21′ · 우요아 47′ | (리포트)           | 아기레체 50′    | 경기장: 지중해 게임 경기장 관중 수: 7,275 심판: 안토니오 마테우 라오스 |  |  |
|                  |                         |                    |                 |                                                                        |  |  |

| 2010년 11월 10일 | 바르셀로나                                               | 5 − 1 (합계 7 − 1) | 세우타     | 바르셀로나                                                               |  |  |
| 22:00 CET        | 놀리토 2′ · 밀리토 6′ · 페드로 49′ · 보얀 64′ · 메시 67′ | (리포트)           | 구스만 34′ | 경기장: 캄 노우 관중 수: 38,971 심판: 이그나시오 이글레시아스 비야누에바 |  |  |
|                  |                                                          |                    |            |                                                                          |  |  |

| 2010년 11월 10일 | 아틀레틱 빌바오               | 2 − 0 (합계 3 − 0) | 알코르콘 | 빌바오                                                                |  |  |
| 22:00 CET        | 가빌론도 25′ · 오르바이스 90′ | (리포트)           |          | 경기장: 산 마메스 관중 수: 20,000 심판: 호세 루이스 곤살레스 곤살레스 |  |  |
|                  |                               |                    |          |                                                                       |  |  |

| 2010년 11월 11일 | 헤타페 | 0 − 0 (합계 1 (원) − 1) | 포르투갈레테 | 헤타페                                                                       |  |  |
| 20:00 CET        |        | (리포트)                |              | 경기장: 콜리세움 알폰소 페레스 관중 수: 4,000 심판: 라파엘 라미레스 도밍게스 |  |  |
|                  |        |                         |              |                                                                              |  |  |

| 2010년 11월 11일 | 스포르팅 히혼                    | 2 − 2 (합계 3 − 5) | 마요르카        | 히혼                                                          |  |  |
| 21:00 CET        | 빌리치 25′ (페널티) · 무니스 63′ | (리포트)           | 은수에 10′, 15′ | 경기장: 엘 몰리논 관중 수: 15,000 심판: 미겔 앙헬 페레스 라사 |  |  |
|                  |                                  |                    |                 |                                                               |  |  |

| 2010년 11월 11일 | 발렌시아                                  | 4 − 1 (합계 7 − 1) | 로그로녜스 | 발렌시아                                                       |  |  |
| 21:00 CET        | 이스코 24′, 43′ · 비센테 34′ · 페굴리 86′ | (리포트)           | 오사도 3′  | 경기장: 메스타야 관중 수: 5,000 심판: 안토니오 루비노스 페레스 |  |  |
|                  |                                           |                    |            |                                                                |  |  |

| 2010년 11월 11일 | 말라가                                     | 3 − 2 (합계 3 − 2) | 에르쿨레스                  | 말라가                                                              |  |  |
| 22:00 CET        | 일리제우 11′ · 에지뉴 15′ · 페르난데스 90′ | (리포트)           | 포르티요 31′ · 아길라르 63′ | 경기장: 라 로살레다 관중 수: 5,000 심판: 카를로스 벨라스코 카르바요 |  |  |
|                  |                                            |                    |                             |                                                                     |  |  |

## 16강전
16강전, 8강전, 그리고 준결승전의 추첨식은 2010년 11월 18일, 마드리드 라스 로사스의 축구 도시에서 13시(CET)에 진행되었다.
| 팀 1                | 합계       | 팀 2            | 1차전 | 2차전 |
| ------------------- | ---------- | --------------- | ----- | ----- |
| 세비야              | 8–3        | 말라가          | 5–3   | 3–0   |
| 코르도바            | 2–4(연)    | 데포르티보      | 1–1   | 1–3   |
| 바르셀로나          | 1–1( (원)) | 아틀레틱 빌바오 | 0–0   | 1–1   |
| 베티스              | 4–3        | 헤타페          | 1–2   | 3–1   |
| 알메리아            | 8–6        | 마요르카        | 4–3   | 4–3   |
| 발렌시아            | 2–4        | 비야레알        | 0–0   | 2–4   |
| 아틀레티코 마드리드 | 2–1        | 에스파뇰        | 1–0   | 1–1   |
| 레알 마드리드       | 8–2        | 레반테          | 8–0   | 0–2   |

### 1차전
| 2010년 12월 21일 | 바르셀로나 | 0 – 0    | 아틀레틱 빌바오 | 바르셀로나                                                   |  |  |
| 20:00 CET        |            | (리포트) |                 | 경기장: 캄 노우 관중 수: 45,207 심판: 안토니오 마테우 라오스 |  |  |
|                  |            |          |                 |                                                              |  |  |

| 2010년 12월 21일 | 코르도바   | 1 – 1    | 데포르티보        | 코르도바                                                                   |  |  |
| 20:00 CET        | 디아스 70′ | (리포트) | 리키 17′ (페널티) | 경기장: 누에보 아르캉헬 관중 수: 5,000 심판: 호세 루이스 곤살레스 곤살레스 |  |  |
|                  |            |          |                   |                                                                            |  |  |

| 2010년 12월 21일 | 발렌시아 | 0 – 0    | 비야레알 | 발렌시아                                                        |  |  |
| 22:00 CET        |          | (리포트) |          | 경기장: 메스타야 관중 수: 20,000 심판: 카를로스 델가도 페레이로 |  |  |
|                  |          |          |          |                                                                 |  |  |

| 2010년 12월 22일 | 베티스              | 1 – 2    | 헤타페                | 세비야                                                                |  |  |
| 20:00 CET        | 몰리나 87′ (페널티) | (리포트) | 미쿠 27′ · 리오스 35′ | 경기장: 베니토 비야마린 관중 수: 20,000 심판: 미겔 앙헬 아이사 가메스 |  |  |
|                  |                     |          |                       |                                                                       |  |  |

| 2010년 12월 22일 | 알메리아                       | 4 – 3    | 마요르카                                | 알메리아                                                                       |  |  |
| 20:00 CET        | 우요아 6′, 29′, 72′ · 우체 66′ | (리포트) | 더 구즈만 22′ · 빅토르 45+1′ · 웨보 87′ | 경기장: 지중해 게임 경기장 관중 수: 1,500 심판: 페르난도 테이세이라 비티에네스 |  |  |
|                  |                                |          |                                         |                                                                                |  |  |

| 2010년 12월 22일 | 세비야                                                   | 5 – 3    | 말라가                            | 세비야                                                                     |  |  |
| 20:00 CET        | 알파로 11′ · 네그레도 32′ · 로마리크 66′, 80′ · 카펠 82′ | (리포트) | 론돈 19′, 26′ · 오우수-아베예 41′ | 경기장: 산체스 피스후안 관중 수: 20,000 심판: 에두아르도 이투랄데 곤살레스 |  |  |
|                  |                                                          |          |                                   |                                                                            |  |  |

| 2010년 12월 22일 | 아틀레티코 마드리드 | 1 – 0    | 에스파뇰 | 마드리드                                                               |  |  |
| 20:00 CET        | 시망 33′ (페널티)   | (리포트) |          | 경기장: 비센테 칼데론 관중 수: 18,000 심판: 다비드 페르난데스 보르발란 |  |  |
|                  |                     |          |          |                                                                        |  |  |

| 2010년 12월 22일 | 레알 마드리드                                                          | 8 – 0    | 레반테 | 마드리드                                                                     |  |  |
| 22:00 CET        | 벤제마 5′, 31′, 69′ · 외질 9′ · 호날두 45′, 72′, 74′ · 페드로 레온 90′ | (리포트) |        | 경기장: 산티아고 베르나베우 관중 수: 50,000 심판: 하비에르 투리엔소 알바레스 |  |  |
|                  |                                                                        |          |        |                                                                              |  |  |

### 2차전
| 2011년 1월 5일 | 말라가 | 0 – 3 (합계 3 – 8) | 세비야                                          | 말라가                                                                       |  |  |
| 18:00 CET      |        | (리포트)           | 로마리크 51′ · 페로티 65′ · 루이스 파비아누 89′ | 경기장: 라 로살레다 관중 수: 12,000 심판: 이그나시오 이글레시아스 비야누에바 |  |  |
|                |        |                    |                                                 |                                                                              |  |  |

| 2011년 1월 5일 | 데포르티보                                 | 3 – 1 (연) (합계 4 – 2) | 코르도바       | 라 코루냐                                                          |  |  |
| 20:00 CET      | 아드리안 90′ (페널티), 101′, 120′ (페널티) | (리포트)                | 아르테아가 86′ | 경기장: 리아소르 관중 수: 5,000 심판: 알폰소 알바레스 이스키에르도 |  |  |
|                |                                            |                         |                |                                                                    |  |  |

| 2011년 1월 5일 | 아틀레틱 빌바오 | 1 – 1 (합계 1 – 1 (원) | 바르셀로나 | 빌바오                                                           |  |  |
| 22:00 CET      | 요렌테 84′      | (리포트)               | 아비달 74′ | 경기장: 산 마메스 관중 수: 39,750 심판: 세사르 무니스 페르난데스 |  |  |
|                |                 |                        |            |                                                                  |  |  |

| 2011년 1월 6일 | 헤타페         | 1 – 3 (합계 3 – 4) | 베티스                         | 헤타페                                                                     |  |  |
| 12:00 CET      | 카스케로 90+2′ | (리포트)           | 몰리나 56′ · 카스트로 72′, 90′ | 경기장: 콜리세움 알폰소 페레스 관중 수: 7,000 심판: 카를로스 클로스 고메스 |  |  |
|                |                |                    |                                |                                                                            |  |  |

| 2011년 1월 6일 | 마요르카                       | 3 – 4 (합계 6 – 8) | 알메리아                          | 팔마 데 마요르카                                                   |  |  |
| 16:00 CET      | 카베나기 69′, 76′ · 페레라 75′ | (리포트)           | 피아티 1′, 41′ · 오르티스 3′, 33′ | 경기장: 이베로스타르 관중 수: 6,000 심판: 알베르토 운디아노 마옝코 |  |  |
|                |                                |                    |                                   |                                                                    |  |  |

| 2011년 1월 6일 | 비야레알                                         | 4 – 2 (합계 4 – 2) | 발렌시아               | 비야레알                                                           |  |  |
| 18:00 CET      | 카솔라 46′ · 로시 49′ (페널티), 90+3′ · 루벤 63′ | (리포트)           | 바네가 5′ · 솔다도 23′ | 경기장: 엘 마드리갈 관중 수: 25,000 심판: 라파엘 라미레스 도밍게스 |  |  |
|                |                                                  |                    |                        |                                                                    |  |  |

| 2011년 1월 6일 | 에스파뇰          | 1 – 1 (합계 1 – 2) | 아틀레티코 마드리드 | 코르넬랴 데 료브레가트                                                        |  |  |
| 20:00 CET      | L. 가르시아 90+2′ | (리포트)           | 아궤로 24′          | 경기장: 코르넬랴-엘 프라트 신구장 관중 수: 25,000 심판: 미겔 앙헬 페레스 라사 |  |  |
|                |                   |                    |                     |                                                                               |  |  |

| 2011년 1월 6일 | 레반테                             | 2 – 0 (합계 2 – 8) | 레알 마드리드 | 발렌시아                                                                          |  |  |
| 22:00 CET      | 시스코 61′ (페널티) · 세르히오 86′ | (리포트)           |               | 경기장: 발렌시아 시립 경기장 관중 수: 18,000 심판: 차비에르 에스트라다 페르난데스 |  |  |
|                |                                    |                    |               |                                                                                   |  |  |

## 8강전
1차전 경기는 2011년 1월 12일과 13일에, 2차전 경기는 1월 18일부터 20일까지 진행되었다.
| 팀 1          | 합계 | 팀 2                | 1차전 | 2차전 |
| ------------- | ---- | ------------------- | ----- | ----- |
| 비야레알      | 3–6  | 세비야              | 3–3   | 0–3   |
| 알메리아      | 4–2  | 데포르티보          | 1–0   | 3–2   |
| 바르셀로나    | 6–3  | 베티스              | 5–0   | 1–3   |
| 레알 마드리드 | 4–1  | 아틀레티코 마드리드 | 3–1   | 1–0   |

### 1차전
| 2011년 1월 12일 | 비야레알                       | 3 – 3    | 세비야                           | 비야레알                                                           |  |  |
| 20:00 CET       | 카니 24′ · 로시 29′ · 루벤 55′ | (리포트) | 네그레도 39′, 60′ · 알렉시스 88′ | 경기장: 엘 마드리갈 관중 수: 23,000 심판: 알베르토 운디아노 마옝코 |  |  |
|                 |                                |          |                                  |                                                                    |  |  |

| 2011년 1월 12일 | 바르셀로나                                   | 5 – 0    | 베티스 | 바르셀로나                                                       |  |  |
| 22:00 CET       | 메시 44′, 62′, 73′ · 페드로 75′ · 케이타 82′ | (리포트) |        | 경기장: 캄 노우 관중 수: 60,000 심판: 카를로스 벨라스코 카르바요 |  |  |
|                 |                                              |          |        |                                                                  |  |  |

| 2011년 1월 13일 | 알메리아              | 1 – 0    | 데포르티보 | 알메리아                                                                       |  |  |
| 20:00 CET       | 린다뢰이 34′ (자책골) | (리포트) |            | 경기장: 지중해 게임 경기장 관중 수: 3,500 심판: 하비에르 에스트라다 페르난데스 |  |  |
|                 |                       |          |            |                                                                                |  |  |

| 2011년 1월 13일 | 레알 마드리드                      | 3 – 1    | 아틀레티코 마드리드 | 마드리드                                                                 |  |  |
| 22:00 CET       | 라모스 14′ · 호날두 61′ · 외질 90′ | (리포트) | 포를란 7′           | 경기장: 산티아고 베르나베우 관중 수: 75,000 심판: 안토니오 마테우 라오스 |  |  |
|                 |                                    |          |                     |                                                                          |  |  |

### 2차전
| 2011년 1월 18일 | 세비야                                | 3 – 0 (합계 6 – 3) | 비야레알 | 세비야                                                              |  |  |
| 22:00 CET       | 헤나투 7′ · 카누테 47′ · 알렉시스 49′ | (리포트)           |          | 경기장: 산체스 피스후안 관중 수: 30,000 심판: 미겔 앙헬 페레스 라사 |  |  |
|                 |                                       |                    |          |                                                                     |  |  |

| 2011년 1월 19일 | 데포르티보                           | 2 – 3 (합계 2 – 4) | 알메리아                                        | 라 코루냐                                                          |  |  |
| 20:00 CET       | 알바레스 43′ (페널티) · 아드리안 51′ | (리포트)           | 코로나 19′ · 크루사트 20′ · 고이톰 55′ (페널티) | 경기장: 리아소르 관중 수: 8,000 심판: 에두아르도 이투랄데 곤살레스 |  |  |
|                 |                                      |                    |                                                 |                                                                    |  |  |

| 2011년 1월 19일 | 베티스                     | 3 – 1 (합계 3 – 6) | 바르셀로나 | 세비야                                                               |  |  |
| 22:00 CET       | 몰리나 2′, 7′ · Arzu 45+1′ | (리포트)           | 메시 36′   | 경기장: 베니토 비야마린 관중 수: 35,000 심판: 카를로스 클로스 고메스 |  |  |
|                 |                            |                    |            |                                                                      |  |  |

| 2011년 1월 20일 | 아틀레티코 마드리드 | 0 – 1 (합계 1 – 4) | 레알 마드리드 | 마드리드                                                               |  |  |
| 22:00 CET       |                     | (리포트)           | 호날두 23′    | 경기장: 비센테 칼데론 관중 수: 52,000 심판: 하비에르 투리엔소 알바레스 |  |  |
|                 |                     |                    |               |                                                                        |  |  |

## 준결승전
1차전은 2011년 1월 26일에 2차전은 2월 2일에 진행되었다.
| 팀 1       | 합계 | 팀 2          | 1차전 | 2차전 |
| ---------- | ---- | ------------- | ----- | ----- |
| 바르셀로나 | 8–0  | 알메리아      | 5–0   | 3–0   |
| 세비야     | 0–3  | 레알 마드리드 | 0–1   | 0–2   |

### 1차전
| 2011년 1월 26일 | 세비야 | 0 – 1    | 레알 마드리드 | 세비야                                                                 |  |  |
| 20:00 CET       |        | (리포트) | 벤제마 17′    | 경기장: 산체스 피스후안 관중 수: 45,000 심판: 알베르토 운디아노 마옝코 |  |  |
|                 |        |          |               |                                                                        |  |  |

| 2011년 1월 26일 | 바르셀로나                                        | 5 – 0    | 알메리아 | 바르셀로나                                                   |  |  |
| 22:00 CET       | 메시 9′, 15′ · 비야 10′ · 페드로 30′ · 케이타 87′ | (리포트) |          | 경기장: 캄 노우 관중 수: 49,875 심판: 안토니오 마테우 라오스 |  |  |
|                 |                                                   |          |          |                                                              |  |  |

### 2차전
| 2011년 2월 2일 | 알메리아 | 0 – 3 (합계 0 – 8) | 바르셀로나                                 | 알메리아                                                                 |  |  |
| 20:00 CET      |          | (리포트)           | 아드리아누 35′ · 티아고 56′ · 아펠라이 66′ | 경기장: 지중해 게임 경기장 관중 수: 12,000 심판: 미겔 앙헬 아이사 가메스 |  |  |
|                |          |                    |                                            |                                                                          |  |  |

| 2011년 2월 2일 | 레알 마드리드               | 2 – 0 (합계 3 – 0) | 세비야 | 마드리드                                                                         |  |  |
| 22:00 CET      | 외질 82′ · 아데바요르 90+3′ | (리포트)           |        | 경기장: 산티아고 베르나베우 관중 수: 75,100 심판: 페르난도 테이세이라 비티에네스 |  |  |
|                |                             |                    |        |                                                                                  |  |  |

## 결승전
| 바르셀로나 | 0 – 1 (연)        | 레알 마드리드 |
| ---------- | ----------------- | ------------- |
|            | 리포트 (스페인어) | 호날두 103′   |

## 우승
| 코파 델 레이 2010–11 우승 |
| ------------------------- |
| 레알 마드리드 18번째 우승 |

## 득점 집계
| 순위 | 이름                | 골 | 구단          |
| ---- | ------------------- | -- | ------------- |
| 1    | 리오넬 메시         | 7  | 바르셀로나    |
| 1    | 크리스티아누 호날두 | 7  | 레알 마드리드 |
| 3    | 레오나르도 우요아   | 6  | 알메리아      |
| 4    | 카림 벤제마         | 5  | 레알 마드리드 |
| 4    | 알바로 네그레도     | 5  | 세비야        |
| 6    | 페르난도 카베나기   | 4  | 마요르카      |
| 6    | 아드리안            | 4  | 데포르티보    |
| 6    | 호르헤 몰리나       | 4  | 베티스        |
| 6    | 페드로              | 4  | 바르셀로나    |
| 10   | 8명                 | 3  |               |